# Medicine Lodge
Medicine Lodge – miasto położone w hrabstwie Barber.